# Нижняя анастомотическая вена
Нижняя анастомотическая вена, или вена Лаббе соединяет поверхностную среднюю мозговую вену с поперечным синусом в области его перехода в сигмовидный синус.
Была впервые описана французским учёным Шарлем Лаббе в 1879 году, в честь которого и получила своё название.

## Топография
Вена Лаббе относится к поверхностным венам мозга. Как и в других сосудах данной группы в ней выделяют пиально-арахноидальную, субарахноидальную и субдуральную части. Пиально-арахноидальная часть непосредственно собирает многочисленные ветви от вещества головного мозга. Субдуральная часть располагается непосредственно под твёрдой мозговой оболочкой
 у места впадения в синус.

## Функциональное значение
Вена Лаббе обеспечивает венозный отток конвекситальной поверхности височной доли головного мозга. Также по ней происходит отток крови из средней мозговой вены в поперечный синус. Возможно движение крови и в противоположном направлении.

## Клиническая картина поражения вены Лаббе
Вена Лаббе может быть повреждена во время хирургических вмешательств либо при тромбозе. При этом возникает нарушение оттока крови, что может привести к развитию острого нарушения мозгового кровообращения и/или отёку мозга в области височной доли с соответствующей общемозговой и очаговой неврологической симптоматикой. К описанным при поражении вены Лаббе общемозговым симптомами относят головную боль, тошноту, рвоту, фотофобию и утрату сознания. Характерными очаговыми неврологическими симптомами являются аграфия, афазия, центральный парез лицевого нерва, контрлатеральные парезы руки и ноги. Инсульты вследствие нарушения венозного оттока по вене Лаббе достаточно редки. Тромбоз вен коры головного мозга в общем количестве острых нарушений мозгового кровообращения составляет менее 1 %.